# Cent (munteenheid)

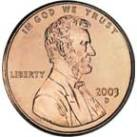
Een Amerikaanse penny uit 2003

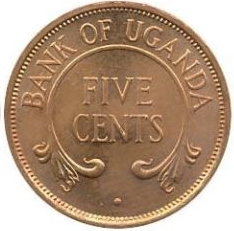
Een muntje van vijf cent uit Uganda uit 1966

Een cent (afgekort c of ¢) is het honderdste (naar het Latijn: centum, "honderd") deel van veel munteenheden. Bijna alle munteenheden zijn als gevolg van decimalisatie in honderd kleinere eenheden verdeeld. De naam daarvan is vaak 'cent' of een variatie daarvan als 'centime', 'centavo', 'sen' of iets dergelijks. Omdat veel munteenheden aldus in centen verdeeld zijn, spreekt men vaak van dollarcent, eurocent enzovoorts. In eigen land is dit nauwelijks nodig.
Door inflatie worden centen steeds minder waard. Sommige munteenheden, zoals de Mexicaanse peso, zijn zo weinig waard geworden dat men de centen niet meer tegenkomt.
De munt ter waarde van een cent wordt meestal zelf ook cent genoemd. Zo was in Nederland bijvoorbeeld de cent 1/100 van de gulden. De Belgische en Luxemburgse frank werden verdeeld in 100 centiem. De eurocent heet ook in het Frans cent. Hetzelfde woord betekent ook honderd, maar er is verschil in uitspraak, respectievelijk /sent/ en /sã/. In de praktijk wordt nog vaak centime /sãtim/ gezegd. 

## Nederland

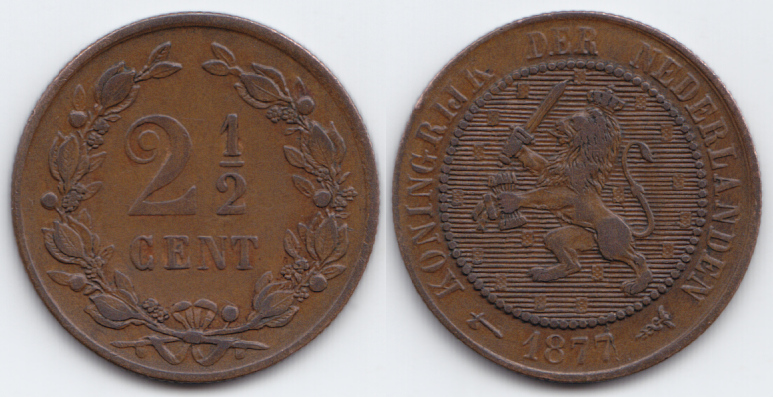
2½ cent uit 1877

Met de Muntwet van 1816 vond er een decimalisatie van de gulden plaats en was de cent voortaan 1/100 van de gulden. In 1817 werd de cent voor het eerst geslagen, in 1818 de eerste halve cent. In 1877 werd de eerste wijziging aan de Nederlandse cent en halve cent doorgevoerd. In 1948 werd de laatste wijziging doorgevoerd; de halve cent werd sinds 1940 niet meer geslagen. In 1980 werd de cent voor chartale transacties officieel weer afgeschaft, maar hij was nog tot 1 februari 1983 in omloop. Bedragen werden sinds 1980 op een stuiver afgerond als ze met contant geld betaald werden. Betaalde men met een cheque of giraal, dan werd het bedrag niet afgerond. 

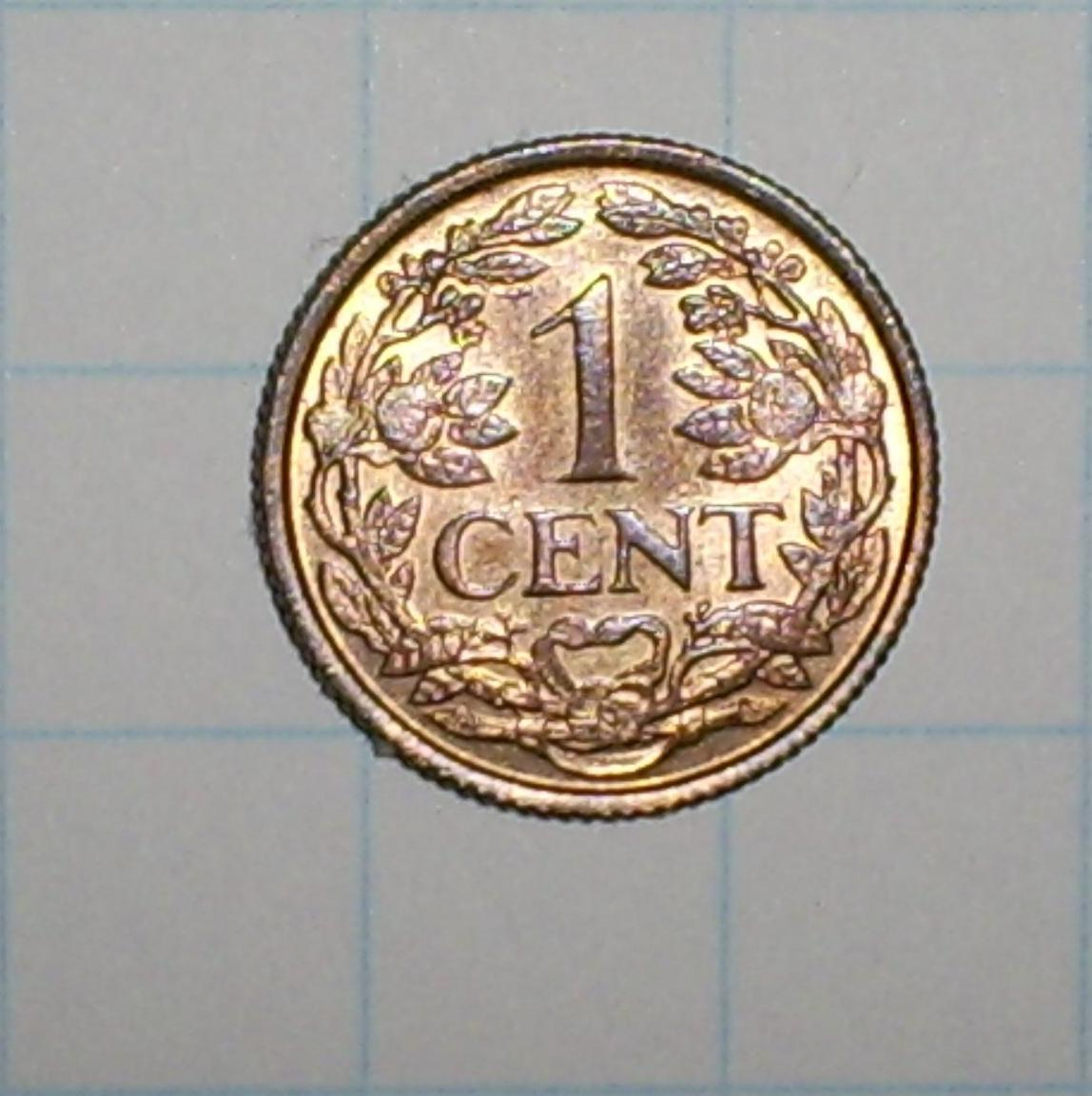
Een Nederlandse cent uit 1941

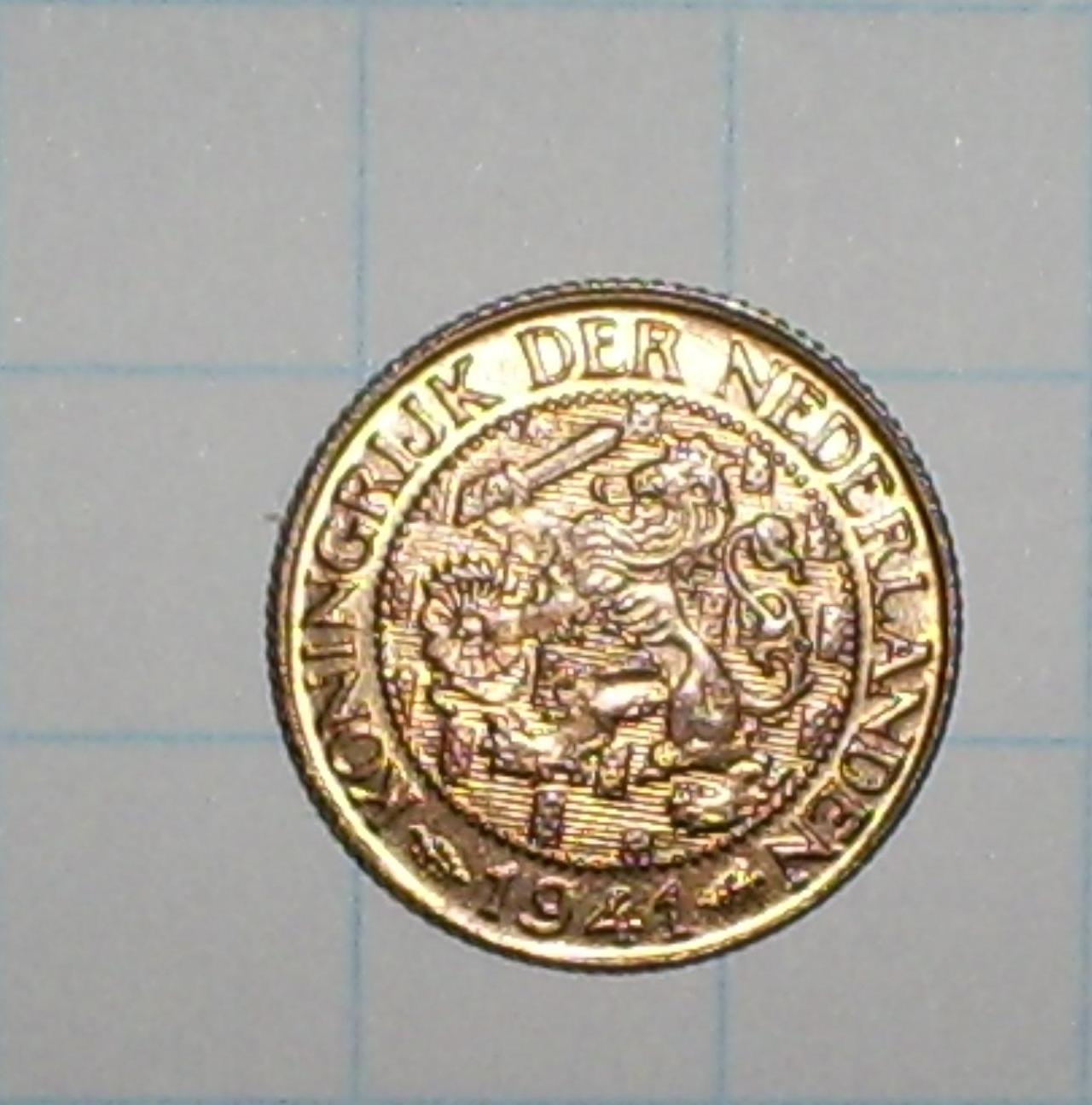
Andere zijde van dezelfde cent

### Nederlandse Antillen
Tot de Tweede Wereldoorlog gebruikten de Nederlandse Antillen de Nederlandse gulden. Tijdens de oorlog kregen ze hun eigen gulden. De eerste cent werd geslagen in 1944 in de Amerikaanse stad Denver. In 1952 verscheen de echte eerste Antilliaanse cent. Al de naoorlogse munten worden geslagen door Nederland. In 1970 verscheen een nieuw ontwerp, dat geslagen werd tot 1985. Sinds 1989 wordt het huidige ontwerp geslagen.

## Suriname
Suriname had vanaf 1962 de Surinaamse gulden (SRG), de cent werd voor het eerst geslagen in 1957, vijf jaar voor de invoering van de gulden. Het land was op dat moment nog een land binnen het Koninkrijk der Nederlanden. Toen Suriname in 1975 onafhankelijk werd, bleef de munteenheid behouden. In 1989 werd de laatste cent geslagen. In 2004 is de Surinaamse gulden vervangen door de Surinaamse dollar (SRD), ook bestaande uit 100 cent.

## Nederlands-Indië
Nederlands-Indië had vanaf 1855 een cent, de laatste werd geslagen in 1945.

## België
België kende van 1832 tot 1 maart 2002 de Belgische frank, ingedeeld in 100 centiem. Er bestonden ooit munten van 1, 2, 5, 10, 20, 25 en 50 centiem.

## Het einde van de eurocent

### Finland
In Finland werd spoedig na de invoering van de euro besloten de centen af te schaffen. Finse munten van 1 en 2 cent worden niet meer geslagen.

### België
In België ontstond gaandeweg de gewoonte om zowel bij de prijszetting als bij het betalen de centjes (het "koper") weg te laten. Soms gebeurde het door bij de kassa een doosje te zetten om de centjes in te stoppen, meestal voor een goed doel, bijvoorbeeld het Rode Kruis of het kinderkankerfonds. 
Op 7 februari 2014 besloot de Belgische regering om per direct over te gaan tot afronding van de eindbedragen aan de kassa. Verplicht is dit niet, en eind 2016 kwamen nog steeds kassabetalingen met losse centen voor. 

### Nederland
Na de invoering van de euro in Nederland kwamen er weer centen in omloop, deze keer eurocenten. Er ontstond al snel een discussie of de eurocent afgeschaft moest worden. Bijna alle Nederlandse winkels ronden het totaalbedrag op 5 centen af, zodat de munten van 1 en 2 cent meestal niet meer nodig zijn. Evenals in het guldentijdperk geldt dit alleen voor contante betalingen, bij girale betalingen wordt er niet afgerond.

### Andere eurolanden
In bijna alle andere eurolanden worden de centen nog wel gebruikt, maar de Europese Commissie onderzoekt de mogelijkheid om in alle eurolanden over te gaan tot afronding van bedragen.

## Meervoud
Het meervoud 'centen' wordt in Nederland wel gebruikt als synoniem voor 'geld'. Dit gebeurde in België ook al toen daar nog met franken werd betaald en de cent er geen betaalmiddel meer was (de centiem nog wel, maar enkel het muntstuk van 50 centiem was nog enigszins in gebruik).